# صندوق البيئة العالمي
صندوق البيئة العالمية (بالإنجليزية: Global Environment Facility)‏ الذي يُعرف اختصاراً بـ GEF تأسس عشية قمة الأرض في ريو عام 1992 للمساعدة في معالجة المشاكل البيئية الأكثر إلحاحاً على كوكبنا. يوحد مرفق البيئة العالمية 183 دولة بالشراكة مع المؤسسات الدولية ومنظمات المجتمع المدني والقطاع الخاص لمعالجة القضايا البيئية العالمية مع دعم المبادرات الوطنية للتنمية المستدامة. منذ عام 1992، قدم مرفق البيئة العالمية أكثر من 17 مليار دولار من المنح وحشد 88 مليار دولار إضافية لتمويل أكثر من 4000 مشروع في 170 دولة. من خلال برنامج المنح الصغيرة (SGP)، استثمر مرفق البيئة العالمية 450 مليون دولار وحشد مستويات مماثلة من التمويل المشترك لدعم أكثر من 14500 مشروع قائم على المجتمع في أكثر من 125 دولة.
يقدم صندوق البيئة العالمي، وهو مؤسسة مالية تعمل بشكل مستقل، منحًا للمشاريع المتعلقة بالتنوع الحيوي وتغير المناخ والمياه الدولية وتدهور الأراضي وطبقة الأوزون والملوثات العضوية الثابتة والزئبق والإدارة المستدامة للغابات والأمن الغذائي والمدن المستدامة.
يعمل صندوق البيئة العالمي أيضًا كآلية مالية للاتفاقيات التالية:
- اتفاقية التنوع البيولوجي بشأن التنوع البيولوجي
- اتفاقية الأمم المتحدة الإطارية بشأن تغير المناخ (UNFCCC)
- اتفاقية الأمم المتحدة لمكافحة التصحر (UNCCD)
- اتفاقية استكهولم بشأن الملوثات العضوية الثابتة (POPs)
- اتفاقية ميناماتا بشأن الزئبق

على الرغم من عدم ارتباط صندوق البيئة العالمي رسميًا ببروتوكول مونتريال بشأن المواد المستنفدة لطبقة الأوزون، فإنه يدعم تنفيذ البروتوكول في البلدان التي تمر اقتصاداتها بمرحلة انتقالية.
أداة إنشاء صندوق البيئة العالمي المعاد هيكلتها هي الوثيقة التي أنشأت صندوق البيئة العالمي بعد مرحلة تجريبية أولية. تم قبوله من قبل الدول الأعضاء واعتماده من قبل الوكالات المنفذة في عام 1994. ويمكن اعتبار الصك النظام الأساسي واللوائح الخاصة بمرفق البيئة العالمية، ويحتوي على أحكام بشأن الحوكمة والمشاركة وتجديد الموارد والعمليات الائتمانية والإدارية لمرفق البيئة العالمية. كما تحدد أدوار ومسؤوليات الجهات الفاعلة المختلفة في مرفق البيئة العالمية.